# ده محمد حسين (زاز الشرقي)
ده محمد حسین (بالفارسية: ده محمدحسین) هي قرية تقع في إيران في قسم زاز الشرقي الریفي. يقدر عدد سكانها بـ 22 نسمة .